# Α-Isomethylionon
α-Isomethylionon ist eine chemische Verbindung aus der Gruppe der Cycloalkene. Die Verbindung ist eines der Isomere von Methylionon.

## Gewinnung und Darstellung
α-Isomethylionon kann durch eine gekreuzte Aldolkondensation von Citral mit Methylethylketon hergestellt werden, wobei als Zwischenstufe mit dem gewünschten Methylpseudoionon (3,6,10-Trimethyl-3,5,9-undecatrien-2-on) als Nebenprodukt das 7,11-Dimethyl-4,6,10-dodecatrien-3-on entsteht. Das Methylpseudoionon wird dann unter Verwendung einer starken Alkaliverbindung und hoher Temperatur zu einem Gemisch von α- und β-Isomethylionon cyclisiert.

## Eigenschaften
α-Isomethylionon ist eine hellgelbe Flüssigkeit mit blumigem Geruch.

## Verwendung
α-Isomethylionon ist ein Duftstoff, der häufig Deodorants und Parfums zugesetzt wird. Es ist eines der Allergene, die für die axilläre Dermatitis verantwortlich sind. Die Verbindung wird für Studien zur Kontaktsensibilisierung zur Identifizierung von Allergenen in kosmetischen Zubereitungen verwendet.